# آمارجیت سینگ رانا
آمارجیت سینگ رانا (انگلیسی: Amarjit Singh Rana؛ زادهٔ ۳ فوریهٔ ۱۹۶۰) بازیکن هاکی روی چمن اهل هند بود.
وی به‌همراه تیم ملی هاکی روی چمن مردان هند به قهرمانی بازی‌های المپیک تابستانی ۱۹۸۰ دست پیدا کرده‌است.